# Mockumentary
Il mockumentary (dall'inglese mock documentary, lett. "falso documentario"), detto anche falsumentario, è un genere audiovisivo che imita lo stile e le convenzioni del documentario per raccontare eventi immaginari. A differenza del falso documentario, il mockumentary non ha intenti narrativi ma si focalizza su contenuti di carattere comico-paradossale, politico-satirico o orrorifico-fantastico.
Sebbene le sue origini siano prevalentemente cinematografiche e televisive, il genere ha trovato applicazione anche nella radio, nei nuovi media e nelle narrazioni transmediali. Dagli anni Sessanta del XX secolo il genere si è sviluppato a partire dalle modalità della docufiction – misto di documentario e ricostruzione finzionale, spesso in ambito televisivo come ricostruzione storica – per poi proliferare nel XXI secolo con contaminazioni metafilmiche, tra cui l'espediente del falso video ritrovato.

## Caratteristiche
Il mockumentary adotta le tecniche tipiche del documentario tradizionale per conferire realismo alla descrizione immaginaria. Tra gli elementi più comuni figurano:
- Interviste a personaggi (fittizi o reali), che rafforzano il senso di autenticità;
- Riprese in stile amatoriale o con camera a mano, ispirate al cinéma vérité;
- Voice-over (narrazione fuori campo), che contribuisce a consolidare la credibilità del racconto;
- Inserimento di immagini di repertorio o materiali d'archivio, talvolta manipolati per adattarsi alla storia;
- Struttura apparentemente oggettiva, che cela l'intento satirico o critico dietro un'estetica documentaristica.

A seconda dell'approccio narrativo e stilistico, il mockumentary può variare da un realismo minimalista a tonalità più surreali o grottesche, enfatizzando elementi comici o disturbanti.

## Storia e sviluppo
Le radici del mockumentary si collocano nella tradizione della satira e della parodia, ma il genere ha iniziato a consolidarsi negli anni '60 e '70. Alcuni dei primi esempi significativi includono:
- A Hard Day's Night (1964), che adotta uno stile documentaristico per raccontare la vita dei Beatles;
- Prendi i soldi e scappa (1969) di Woody Allen, che narra le (dis)avventure di un criminale in chiave parodica.

Negli anni '80 e '90 il genere si è evoluto con opere divenute iconiche:
- This Is Spinal Tap (1984), una parodia del mondo del rock e delle band metal;
- Il cameraman e l'assassino (1992), un mockumentary noir che segue le gesta di un serial killer attraverso gli occhi di una troupe televisiva.

Nel nuovo millennio, il mockumentary ha ampliato il proprio repertorio con contaminazioni stilistiche e l'uso del found footage. Alcuni esempi significativi includono:
- Borat - Studio culturale sull'America a beneficio della gloriosa nazione del Kazakistan (2006), di Larry Charles;
- Campioni di razza (2000) e A Mighty Wind - Amici per la musica (2003), di Christopher Guest;
- Incident at Loch Ness (2004), di Zak Penn;
- Cloverfield (2008), di Matt Reeves;
- Le cronache dei morti viventi (2007), di George A. Romero;
- L'ignoto spazio profondo (2005), di Werner Herzog.

Anche in Italia si sono sviluppati esempi di mockumentary, tra cui:
- F for Fontcuberta (2005), di Giovanni Panichi e Daniele Villa;
- Il mistero di Lovecraft - Road to L. (2005), di Federico Greco e Roberto Leggio;
- La vera leggenda di Tony Vilar (2006), di Giuseppe Gagliardi;
- Le ragioni dell'aragosta (2007), di Sabina Guzzanti;
- Riprendimi (2008), di Anna Negri.

## Impatto culturale e influenza sui media
Il mockumentary ha avuto un impatto significativo sulla narrazione audiovisiva, ridefinendo il concetto di realismo e interrogando il ruolo dell'informazione e della manipolazione mediatica.
Il genere ha influenzato altre forme di storytelling, come il found footage (es. The Blair Witch Project, 1999) e le narrazioni transmediali, che sfruttano più piattaforme per creare esperienze immersive.

### Esempi celebri
Numerosi film e serie televisive hanno contribuito all'evoluzione del mockumentary, tra cui:
- Zelig (1983) – Woody Allen racconta la vita di un uomo capace di assumere l'aspetto di chiunque lo circondi;
- Le cadute (1980) – Peter Greenaway esplora le conseguenze di un misterioso evento su centinaia di persone;
- All You Need Is Cash (1978) – Parodia del fenomeno Beatles, creata da Eric Idle;
- Bob Roberts (1992) – Satira politica su un candidato senatore conservatore, interpretato da Tim Robbins;
- The Office (2001-2003) – Serie TV britannica ideata da Ricky Gervais, che simula un documentario sulla vita in ufficio.

## Categorie di mockumentary
Nel libro Faking It: Mock-documentary and the Subversion of Factuality (Manchester University Press, 2001), Jane Roscoe e Craig Hight propongono una classificazione del mockumentary in tre principali categorie:
1. mockumentary satirico – Utilizza il linguaggio documentaristico per criticare eventi o figure reali (es. Bob Roberts).
2. mockumentary critico – Mette in discussione il concetto stesso di verità nei media (es. Il cameraman e l'assassino).
3. mockumentary ibrido – Mescola elementi reali e fittizi in modo tale da rendere difficile distinguerli (es. Le cadute).

Gli autori evidenziano inoltre il ruolo attivo dello spettatore, sottolineando come la comprensione del mockumentary dipenda dalla sua capacità di riconoscere e decodificare i codici del linguaggio documentaristico.